# Baugy (Oise)
Baugy település Franciaországban, Oise megyében. Lakosainak száma 284 fő (2022. január 1.). Baugy Braisnes-sur-Aronde, Coudun, Lachelle, Margny-lès-Compiègne, Monchy-Humières és Remy községekkel határos.

## Népesség
A település népességének változása:
| Lakosok száma | 285  | 245  | 252  | 241  | 253  | 266  | 278  | 282  | 284  |
|               | 2013 | 2015 | 2016 | 2017 | 2018 | 2019 | 2020 | 2021 | 2022 |